# توجه‌خواهی
توجه‌خواهی (انگلیسی: Attention seeking) رفتاری‌ست که به‌شیوه‌ای انجام می‌شود که احتمال دارد برای برانگیختن توجه و به‌ویژه تأیید دیگران انجام شده باشد. افراد دست به‌توجه‌خواهی‌های مثبت و منفی می‌زنند و این مستقل است از فایده و یا زیان واقعی این توجه‌خواهی برای سلامتی‌شان. رانه‌ی بیش‌تر رفتارهایی که انگیزه‌ی‌شان توجه‌خواهی‌ست، خودخواهی و، از این رو، برونی‌سازی شخصیت به‌جای رفتار درونی و خودانگیخته است. این نوع اثرگذاری بر رفتار می‌تواند منجر به‌ازدست‌رفتن حس عاملیت و اختلال‌های شخصیتی و رفتاری مرتبط شود. لذت بردن از جلب توجه دیگران در برخی موقعیت‌ها در اجتماع پذیرفته است.